# Десанка Максимовић
Десанка Максимовић (Рабровица код Ваљева, 16. мај 1898 — Београд, 11. фебруар 1993) била је српска песникиња, професорка књижевности и академик Српске академије наука и уметности.
Десанка Максимовић је била песник, приповедач, романсијер, писац за децу, а повремено се бавила и превођењем, махом поезије, са руског, словеначког, бугарског и француског језика. Описивана је као најзначајнија српска песникиња.

## Биографија
Десанка Максимовић је била најстарије дете оца Михаила, учитеља, и мајке Драгиње. Михаило је био син Димитрија и Неранџе Максимовић, Неранџа-Нера је била потомак кнеза Јована Симића Бобовца. Одмах после њеног рођења, Михаило Максимовић је добио премештај, те се породица одселила у Бранковину. У Бранковини је провела детињство, а у Ваљеву је завршила гимназију. Почетком августа 1933. године удала се за Сергеја Сластикова. Није имала деце.
Студирала је на одељењу за светску књижевност, општу историју и историју уметности Филозофског факултета у Београду.
Након дипломирања, Десанка Максимовић је најпре радила у Обреновачкој гимназији, а затим као суплент у Трећој женској гимназији у Београду. У Паризу је провела годину дана на усавршавању као стипендиста француске владе. Након што је од 3. септембра 1925. године радила око годину дана у учитељској школи у Дубровнику, прешла је поново у Београд где је радила у Првој женској реалној гимназији (а данашњој Петој београдској гимназији). Једна од њених ученица била је и Мира Алечковић, која је такође постала песникиња и блиска пријатељица Десанке Максимовић. Почетком Другог светског рата је отишла у пензију, али се у службу вратила 1944. и у истој школи остала до коначног пензионисања, 1953.
Путовала је широм тадашње Југославије и имала велики број пријатеља међу писцима и песницима; у њих су спадали и Милош Црњански, Иво Андрић, Густав Крклец, Исидора Секулић, Бранко Ћопић и многи други.
Дана 17. децембра 1959. изабрана је за дописног члана Српске академије наука и уметности, а 16. децембра 1965. за редовног члана.
У четвртак, 11. фебруара 1993. године, у својој 95. години, у Београду је преминула Десанка Максимовић. Сахрањена је у Бранковини код Ваљева, у порти цркве Светих арханђела у оквиру културно-историјског комплекса.

## Поезија
Најчешћи мотив у поезији Десанке Максимовић је била љубав, и њена реч, однос према свету и филозофија су и сами били песничке природе. Њена поезија је одликована читавим обиљем нових алитерација и рима. Њено основно песничко гесло је било да поезија треба да буде разумљива, јасна, искрена, отворена према човеку и животу.
Многе њене песме представљају позив људима да буду добри, племенити, поносити, постојани, да поштују људе другачијих уверења и начела, мишљења, боја и вера, и да буду строги према својим манама као и према туђим. Од свих вредности у животу она је кроз своје песме посебно истицала слободу, оданост, храброст, доброту и некористољубље.
Њена поезија је и љубавна и родољубива, и полетна, и младалачка, и озбиљна и осећајна. Неке од њених најпопуларнијих песама су: „Предосећање”, „Стрепња”, „Пролећна песма”, „Опомена”, „На бури”, „Тражим помиловање” и „Покошена ливада”.
Чувши за стрељање ђака у Крагујевцу 21. октобра 1941, песникиња је написала једну од својих најпознатијих песама „Крвава бајка” — песму која сведочи о терору окупатора над недужним народом у Другом светском рату. Песма је објављена тек после рата.
Због једне од њених родољубивих, тада још необјављених песама, „У ропству”, била је и затварана.
У каснијем периоду живота, лирика Десанке Максимовић је добила нешто смиренији и тиши дух. Њена поезија, приповетке, романи, књиге за децу превођени су на многе језике, а њене поједине песме налазе се у антологијама поезије.

## Признања
Десанка Максимовић је добила велики број књижевних награда, а међу њима и Вукову (1974), Његошеву (1984), награду АВНОЈ-а (1970), Седмојулска награда (1964), Змајева награда (1958 и 1973), награда „Младо покољење” (1959). Изабрана је и за почасног грађанина Ваљева.
Прво признање добила је 1925. године наградом за песму „Стрепња” на конкурсу часописа „Мисао”.
Године 1985. реновирана је основна школа у Бранковини, коју је похађала Десанка Максимовић и где је њен отац био учитељ. Ова школа је названа „Десанкина школа”, како ју је народ током времена прозвао.
Године 1988. одликована је наградом „Златни венац” македонских Вечери поезије у Струги у сарадњи са Унеском. Награда се додељује једном песнику годишње за целокупан животни рад. Маја 1968. одликована је Орденом Републике са златним венцем. Маја 1978. Орденом југословенске звезде са лентом.
У Ваљеву је, још за њеног живота, подигнут споменик Десанки Максимовић. Овај споменик је открио Матија Бећковић 27. октобра 1990. године. Песникиња је мало негодовала због овог чина, али су је убедили да је то само споменик поезији са њеним ликом.
Дана 12. фебруара 1993. Влада Србије је донела одлуку да се њено име и дело трајно обележи оснивањем Задужбине Десанке Максимовић која додељује награду „Десанка Максимовић”. Одлука Владе је реализована иницијативом Министарства за културу Србије да Народна библиотека буде оснивач и носилац те институције. Задужбина је основана 19. марта 1993. Оснивачким актом и Статутом назначава се да задужбина треба да „створи услове за трајно очување и неговање успомене на Десанку Максимовић, једног од највећих песника српског језика 20. века”.
Поводом стогодишњице њеног рођења, Унесков словенски пројекат прогласио је Десанку Максимовић за личност културе у 1998. години
Дана 23. августа 2007. откривен је споменик Десанки Максимовић у Београду у Ташмајданском парку.
У селу Богоштица код Крупња 2013. године отворен је Дом српске поезије „Десанка Максимовић” у саставу новоизграђеног Манастира Свете Тројеручице Хиландарске.
Неколико основних школа понело је њено име, као и Народна библиотека „Десанка Максимовић” Власотинце и Народна библиотека „Десанка Максимовић” у Лопарама.

## Дела
Објавила је око педесет књига поезије, песама и прозе за децу и омладину, приповедачке, романсијерске и путописне прозе. Своје прве песме је објавила 1920. године у часопису „Мисао”.
Најзначајнија дела Десанке Максимовић су:
- Песме (1924)
- Врт детињства, песме (1927)
- Зелени витез, песме (1930)
- Лудило срца, приповетке (1931)
- Срце лутке спаваљке и друге приче за децу (1931, 1943)
- Гозба на ливади, песме (1932)
- Како они живе, приче (1935)
- Нове песме (1936)
- Распеване приче (1938)
- Загонетке лаке за прваке ђаке (са Јованком Хрваћанин, 1942)
- Шарена торбица, дечје песме (1943)
- Паукова љуљашка (1943)
- Ослобођење Цвете Андрић, поема (1945)
- Песник и завичај, песме (1945)
- Отаџбина у првомајској поворци, поема (1949)
- Самогласници А, Е, И, О, У (1949)
- Отаџбино, ту сам (1951)
- Страшна игра, приче (1950)
- Ветрова успаванка (1953)
- Отворен прозор, роман (1954)
- Ко је већи, песме (1955)
- Мирис земље, изабране песме (1955)
- Бајка о Кратковечној (1957)
- Ако је веровати мојој баки, приче (1959)
- Шумска љуљашка, песме (1959)
- Заробљеник снова (1960)
- Говори тихо, песме (1961)
- Чудо у пољу, песме (1961)
- Медведова женидба, песме (1961)
- Пролећни састанак (1961)
- Сунчеви поданици, песме (1962)
- Патуљкова тајна, приче (1963)
- Птице на чесми, песме (1963)
- Тражим помиловање, лирска дискусија с Душановим закоником (1964)
- Бела врана, песме (1964)
- Осе мађионичари, песме (1964)
- Хоћу да се радујем, приче (1965)
- Ђачко срце (1966)
- Изволите на изложбу деце сликара (1966)
- Златни лептир (1967)
- Прадевојчица, роман (1970)
- На шеснаести рођендан, песме (1970)
- Празници путовања, путописи (1972)
- Немам више времена, песме (1973)
- Летопис Перунових потомака, песме (1976)
- Песме из Норвешке (1976)
- Бајке за децу (1977)
- Ничија земља (1979)
- Ветрова успаванка, песме за децу (1983)
- Међаши сећања, песме (1983)
- Слово о љубави, песме (1983)
- Памтићу све (1989)
- Славуј на гробу (хаику песме, 1990)
- Небески разбој (1991)
- Озон завичаја (1991)
- Зовина свирала (1992)

## Галерија
- Десанка Максимовић и Новица Ђурић
- Фотографија Десанке Максимовић Љубивоја Ршумовића
- Фотографија Десанке Максимовић Љубивоја Ршумовића
- Улица Десанке Максимовић у Београду
- Споменик у Ташмајданском парку
- Мурал Десанка Максимовић у истоименој улици, Београд